# سوسكي آيزن
 آيزن سوزوكي (بالإنجليزية: Aizen Sōsuke، باليابانية: 藍染 惣右介) شخصية خيالية من أنمي ومانغا بليتش.

## حياته المهنية
كان أول ظهور له في الأنمي المانغا شابتر 79 في الحلقة 23. قائد الفرقة الخامسة في أنمي ومانغا بليتش. كما أنه أصبح فيما بعد قائد الأرنكرو. عمل طول سنين على إيجاد طريقة لدمج الهولو بالشينيغامي، فوجدها لدى أوراهارا كيسكى التي أخفاها في داخل كوتشيكي روكيا لكي لا يستخدمها أحد في الشر. قام بعمل مؤامرة كبيرة لإعدام روكيا لكنها فشلت في النهاية، مع ذلك استطاع أن يخترق روح روكيا ويستخرج الأداة منها دون أن يقتلها، ثم نجح في الهرب مع المينوس إلى هوكو موندو. وبعدها استطاع أن يدمج قوى الشينيغامي بالهولو بمستوى إسبادا وحصل أتباع ذوي قوىً هائلة. وأصبح ايزن ملك الهوكو موندو ويريد تحطيم مدينة كراكورا ليحصل على مفتاح الملك.
أثناء غزو كاراكورا، هزم جميع قادة السيريتي الذين يواجههم، وأخيراً خاض معركة مع إيتشيغو كوروساكي، والتي هُزم منها. وهذا يسمح لها بالختم، وبالتالي يحصرها مجتمع الروح.
في الحرب الأخيرة ضد كوينسي، ظهر مرة أخرى لمساعدة إيتشيغو في معركته ضد ملك كوينسي.

## وصلات خارجية
- سوسكي آيزن على موقع ميوزك برينز (الإنجليزية)